# Франц Мессершмідт
Франц Мессершмідт (повне ім'я Франц Ксав'єр Мессершмідт, нім. Franz Xaver Messerschmidt; 6 лютого 1736, Баварія, Візенштейг — 19 серпня 1783, Пресбург (нині Братислава) — відомий австрійський скульптор переходної доби від бароко до класицизму. Створив декілька скульптур у повний зріст, рельєфи, портрети, погруддя (так звані «Характерні голови»).

## Біографія

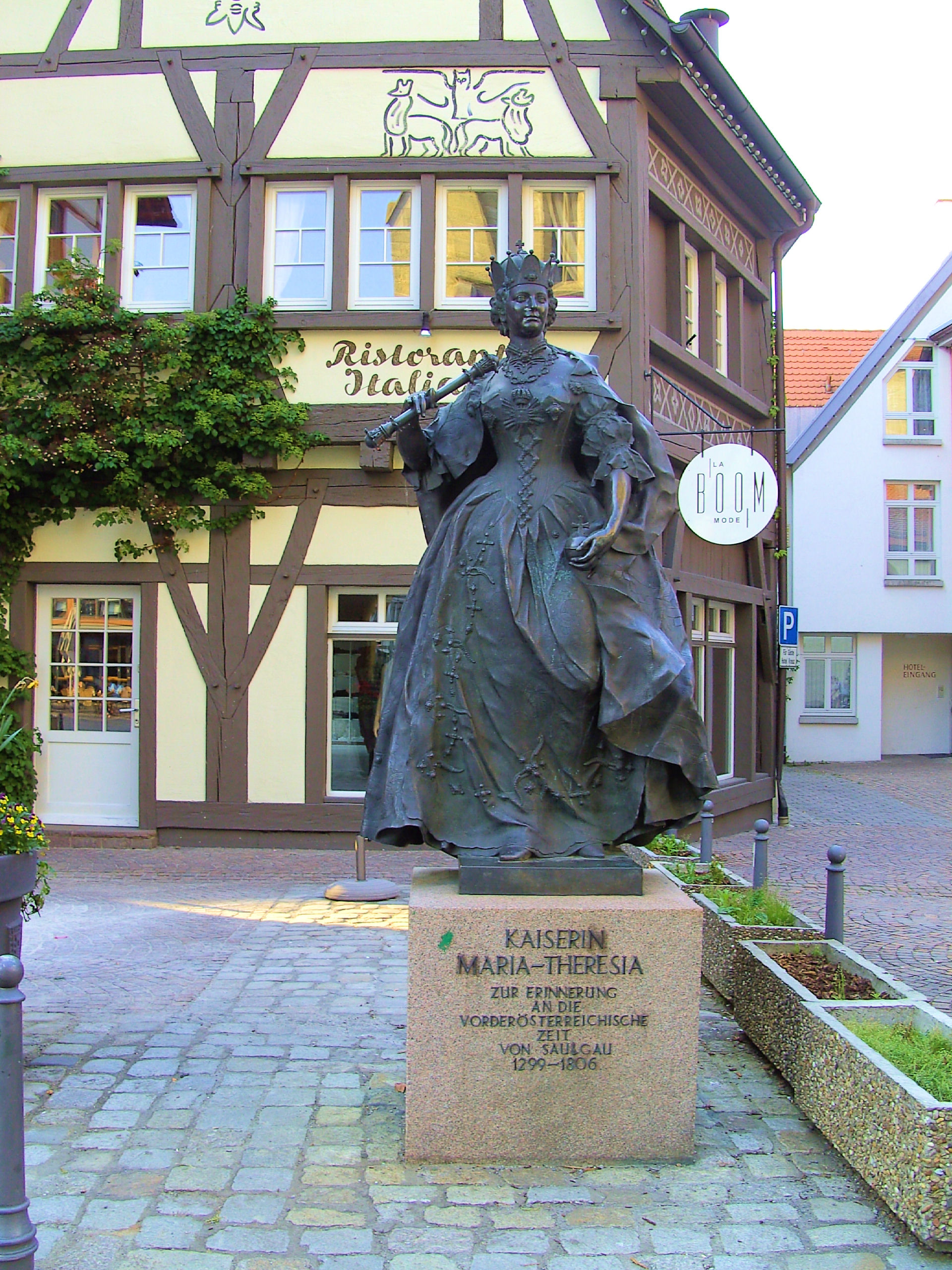
Скульптор Ф. Мессершмідт. Монумент імператриці Марії Терезії.

Народився в Баварії. Мав молодшого брата, що теж став скульптором (Йоганн Адам Мессершмідт). Сульпторами були і два його дяді, у котрих від і навчався в містах Мюнхен і в місті Грац.
У 1765 р. подорожував по Італії.
Навчання завершив у Відні в Академії мистецтв. Його викладач скульптор Якуб Шлєттерер. Мешкав в Відні, де сам став викладачем в академії. Звернув своїми творами увагу австрійської імператорської родини, для якої створив :
- рельєф з портретами імператора Йосипа ІІ та його дружини Ізабелли Пармської
- скульптуру імператриці Марії Терезії у повний зріст, визначний шедевр доби бароко в Європі
- скульптуру чоловіка Марії Терезії — Франсуа Стефана Лотарінгського (два останні в коронаційному одязі, Музей бароко, Нижній Бельведер, Відень).

Поступово переходить від стилю бароко до ясних композицій в стилі, близькому до класицизму.
Дещо несподівано звернувся до створення скульптур — бюстів (погруддя) з зображенням різновидів людських психологічний емоцій, гримас, конвульсій. Незвичність тематики пов'язують з розвитком психічного захворювання у самого скульптора, що стало головним приводом для звільнення того з посади викладача в Віденській академії. Останні роки життя провів в місті Пресбург (тепер Братислава) поряд зі своїм братом-скульптором, де і помер.

## Характерні голови роботи скульптора

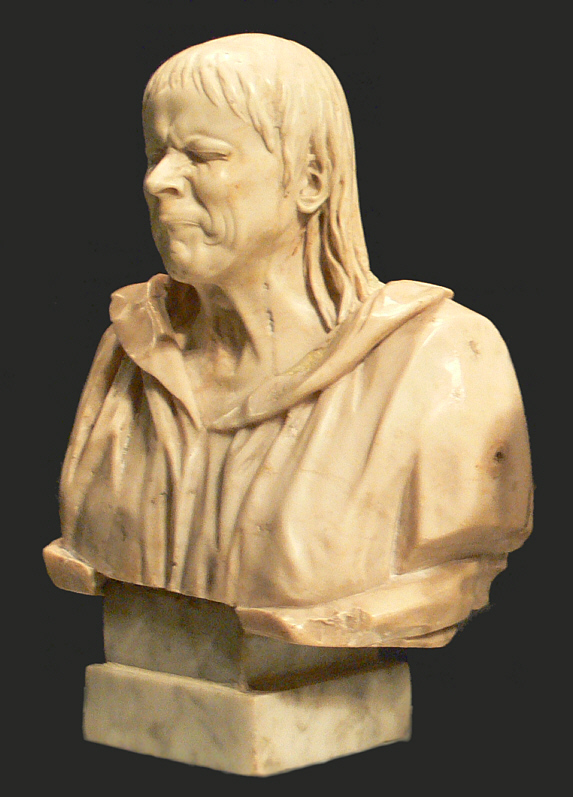
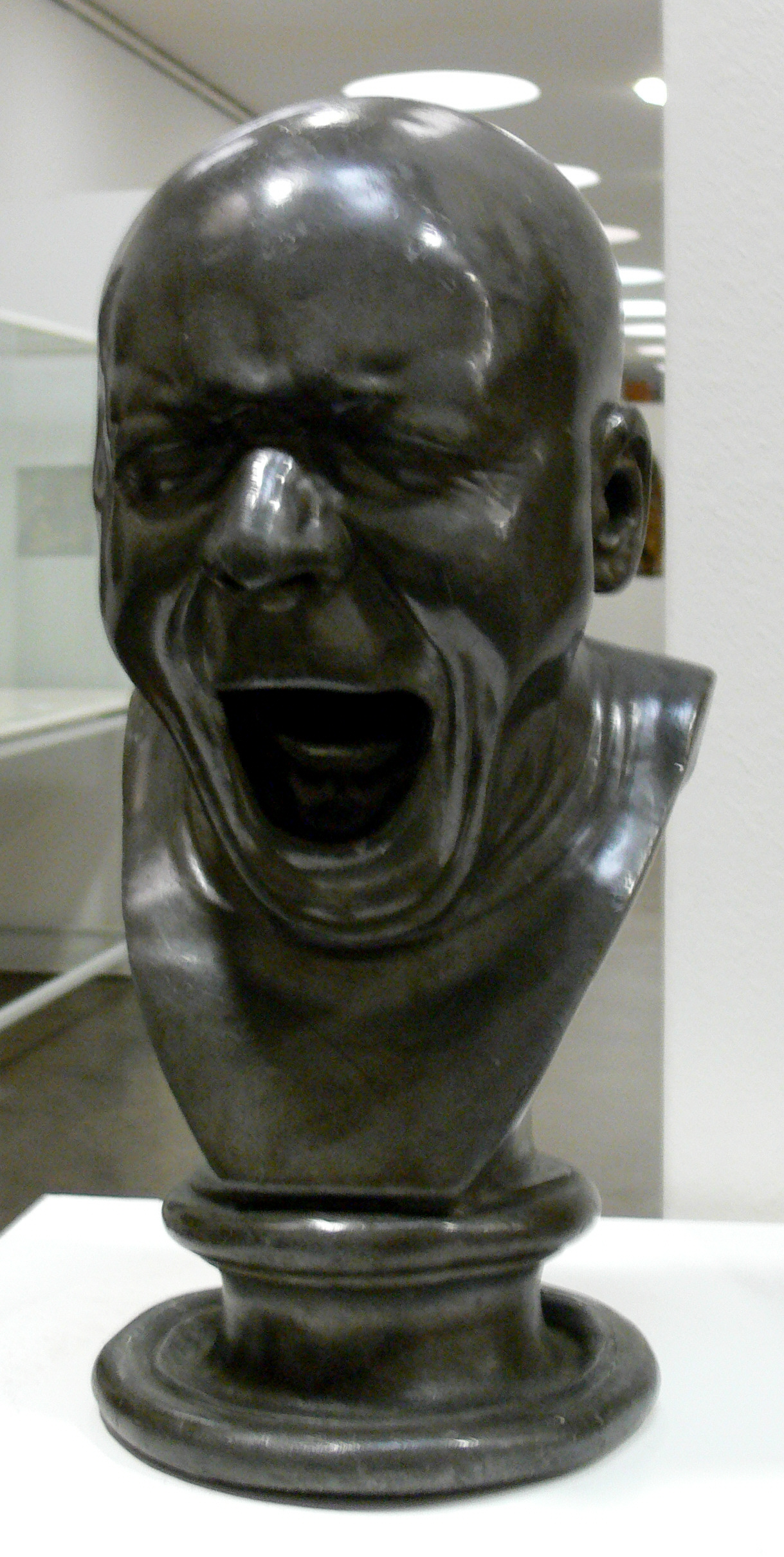
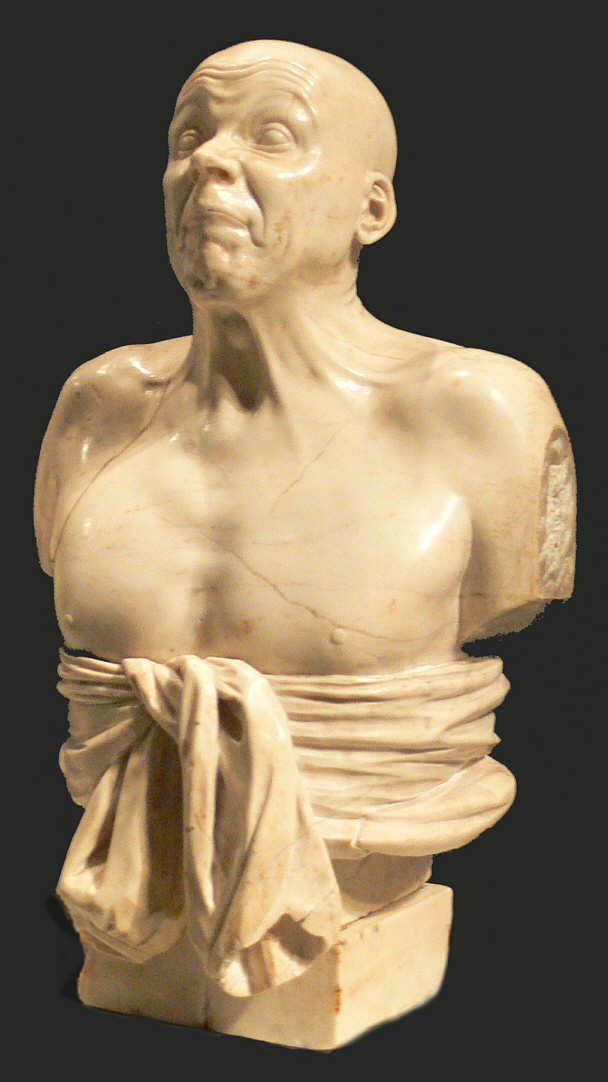